# آندره هنیکه
آندره هنیکه (انگلیسی: André Hennicke؛ زادهٔ ۲۱ سپتامبر ۱۹۵۸) بازیگر، کارگردان، فیلم‌نامه‌نویس و تهیه‌کننده فیلم اهل آلمان است.
از فیلم‌ها یا برنامه‌های تلویزیونی که وی در آن نقش داشته است، می‌توان به سقوط امپراتوری،‌ سقوط، یک روش خطرناک، سوفی شول، روزهای آخر، پاندروم، پادتن‌ها، کنتس، بودنبروک‌ها، شگفتی‌ها و ویکتوریا اشاره کرد.